# Vulkaneifel

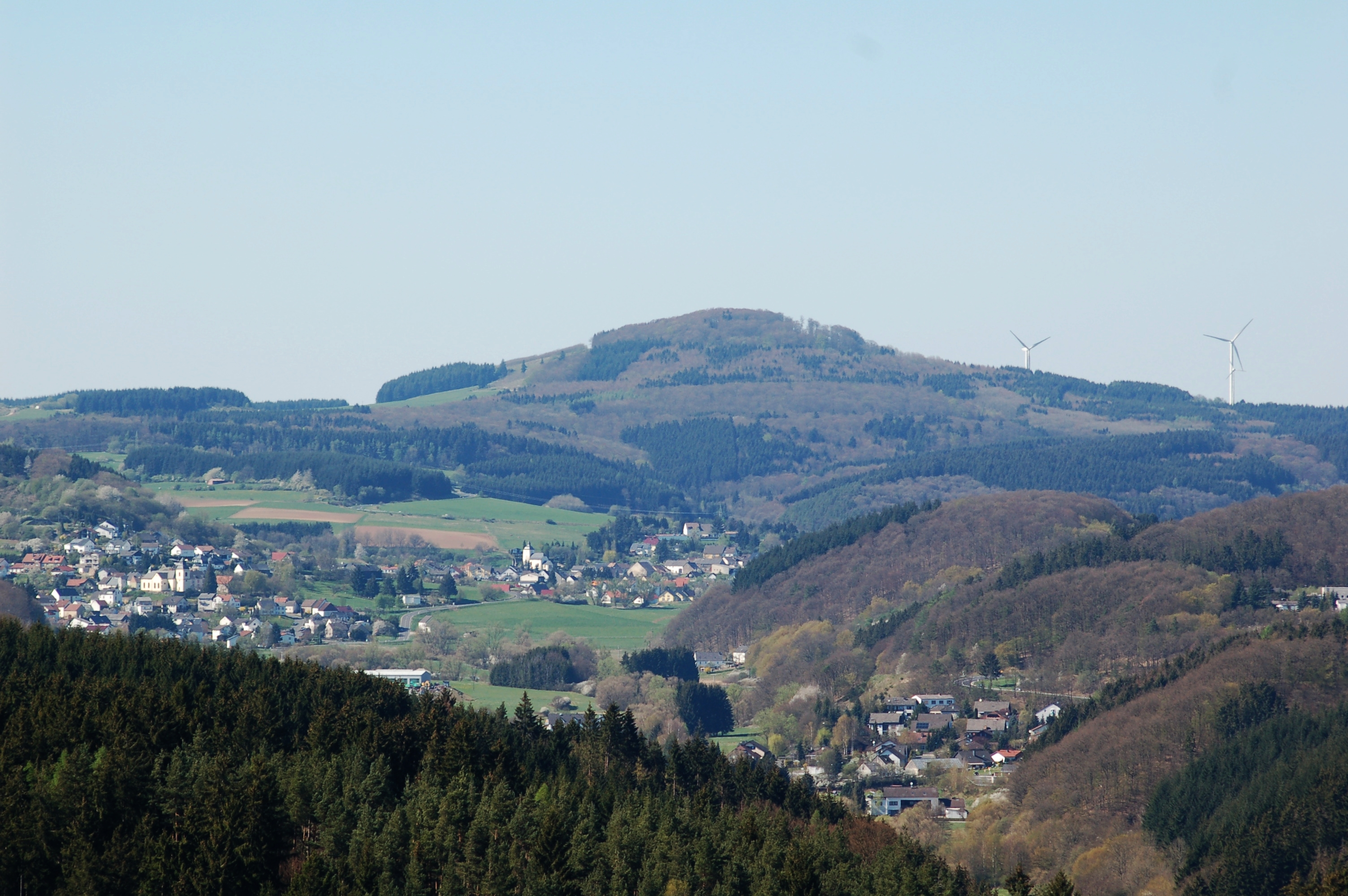
Ernstberg är det högsta berget i Vulkaneifel.

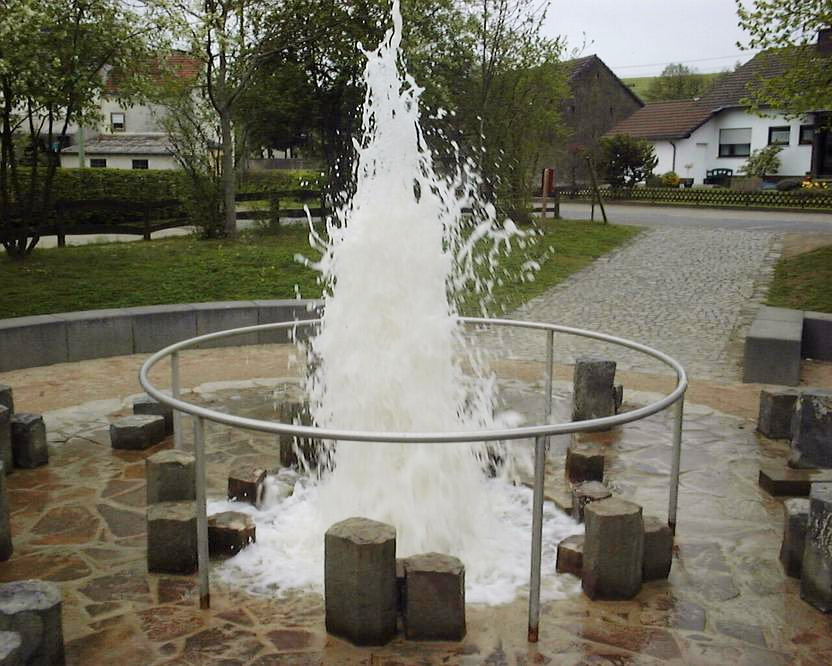
Kallvattengejsrar i Wallenborn.

Vulkaneifel är en region i Eifelbergen i Tyskland med högsta punkt 699,8 meter över havet. Området har till stor del skapats av vulkaner, som inte längre är aktiva i någon större utsträckning. Karaktäristiskt för landskapet är Eifelmaarer och talrika andra spår av vulkanisk aktivitet som lavaströmmar och vulkankratrar som till exempel kalderan Laacher See.
I Vulkaneifel finns fortfarande viss vulkanisk aktivitet, bland annat i form av utträngande vulkaniska gaser i Laacher See och kallvattengejsrar.

## Geografisk utsträckning
Vulkaneifel sträcker sig från Rhen till Wittlichsänkan, gränsar i söder och sydväst till Sydeifel, i väster till luxemburgska och belgiska Ardennerna och i norr till Nordeifel med Hohes Venn. I öster bildar Rhen gränsen, eftersom den vulkaniska aktiviteten inte korsar floden. Vulkaneifel omfattar totalt cirka 2000 km².

## Övrigt
Regionen Vulkaneifel, som definieras av vulkanisk aktivitet, sammanfaller bara delvis med den administrativa indelningen Landkreis Vulkaneifel.
Regionen har även givit namn åt en trafikplats där motorvägarna A1 och A48 möts.